# Música rebelde irlandesa
La música rebelde irlandesa (Irish rebel music) es un subgénero de la música folk irlandesa, con la que comparte casi todas las características, pero a diferencia de esta, sus letras hablan de la lucha por la libertad de Irlanda, de las personas implicadas en los distintos movimientos de liberación (especialmente los militantes del IRA), y de la unidad gaélica, arremetiendo contra los invasores ingleses y sus desmanes contra la población nativa. Con el tiempo, algunos grupos han realizado “crossovers” musicales, esto es, letras e instrumentación propias de la música rebelde irlandesa mezcladas con elementos del pop o el rock.
La música rebelde irlandesa ha sido en varias ocasiones objeto de amplia notoriedad. La versión que los Wolfe Tones hicieron del clásico A Nation Once Again fue votada mejor canción del mundo entero en una encuesta realizada por la BBC a sus oyentes en 2002. Muchos de los grupos recientes más conocidos, como Éire Óg, Athenry o Shebeen son originarios de Glasgow. The Bog Savages, grupo de San Francisco, está liderada por un fugitivo de la cárcel de Long Kesh, en Belfast, que pudo escapar con ocasión de la “Gran Fuga” orquestada por el IRA en septiembre de 1983.
Este tipo de música ha sido frecuentemente objeto de polémica. Algunos de los grupos más agitadores fueron proscritos en las emisoras de radio de la República de Irlanda en los años ochenta. Más recientemente, la música de los Wolfe Tones fue vetada en los vuelos de Aer Lingus, después de que el político unionista Roy Beggs Jnr. comparara sus canciones con discursos de Osama bin Laden.
Este es un ejemplo de letra de una canción rebelde irlandesa:
| Go on Home British Soldiers Go on home British soldiers go on home / Have you got no fuck'in homes of your own / For eight hundred years we've fought you without fear / And we will fight you for eight hundred more. / If you stay British soldiers if you stay / You'll never ever beat the IRA / The fourteen men in Derry are the last that you will bury / So take a tip and leave us while you may. |

| Idos a casa soldados británicos Idos a casa, soldados británicos, idos a casa / ¿O acaso no tenéis una puta casa? / Durante ocho siglos sin temor os hemos combatido / Y seguiremos haciéndolo otros ocho más. / Si os quedáis, soldados británicos, si os quedáis / Nunca jamás venceréis al IRA / Los catorce hombres de Derry son los últimos que enterraréis / Así que aceptad este consejo y marchaos de aquí mientras podáis. |

## Grupos rebeldes irlandeses
- Athenry
- Barleycorn
- Battering Ram
- Black 47
- Éire Óg
- Gary Óg
- Mise Éire
- Padraig Mór
- Pangur Bán
- Rebel Hearts
- Saoirse
- Seanchai
- Shebeen
- Slievenamon
- Spirit of Freedom
- The Bog Savages
- The Foggy Dew
- The Irish Brigade
- The Ravens
- The Unity Squad
- Wolfe Tones
- Wolfhound

## Canciones rebeldes irlandesas
- A Nation Once Again
- Ambush at Drumnakilly
- A Soldier's Song
- Back Home in Derry
- Banna Strand
- Birmingham Six
- Blood Stained Bandage
- Bobby Sands MP
- Bold Robert Emmet
- Boys of '98
- Brave Frank Stagg
- Bring Them Home
- Catholic and True
- Celtic Symphony
- Come Out Ye Black and Tans
- Crumlin' Kangaroos
- Down by the Glenside (Bold Fenian Men)
- Dungannon '57
- Dying Rebel
- Eamonn an Chnuic
- Erin go Bragh
- Fenian Record Player
- Fenians from Cahirciveen
- Four Green Fields
- Free Belfast
- Free the People
- Fuck the British Army
- Gibraltar
- Give Ireland Back to the Irish
- Go on home British soldiers
- God Save Ireland
- H-Block Song
- Helicopter Song
- Hughes Lives On
- I.R.E.L.A.N.D
- Ireland Divided
- Ireland Unfree
- Ireland United, Gaelic and Free
- Irish Republican Jail Song
- Irish Soldier Laddie
- Irish Ways and Irish Laws
- James Connolly
- Joe McCann
- Joe McDonnell
- Kevin Barry
- Let the People Sing
- London's Derry
- Long Kesh
- Loughgall Martyrs
- Luck of the Irish
- Maggie Thatcher Song
- Meet Me at the Pillar
- Michael Collins
- My Little Armalite
- My Old Man is a Provo
- Old Fenian Gun
- On the One Road
- One Shot Paddy
- Only Our Rivers Run Free
- Oró Sé do Bheatha 'Bhaile
- Our Day Will Come
- Paddy Public Enemy Number 1
- Padraic Pearse
- Pearse Jordan
- Protestant Men
- Provo's Lullaby
- Rifles of the IRA
- Rock on Rockall
- Roddy McCorley
- Roll of Honour
- Say Hello to the Provos
- Sean South of Garryowen
- Sean Treacy
- Skibbereen
- Sniper's Promise
- Soldier's Song
- Song of the Celts
- Sweet Carnlough Bay
- Take Me Home to Mayo
- Ten Brave Men
- The Armagh Sniper
- The Ballad of Mairead Farrell
- The Belfast Brigade
- The Black Watch
- The Boys of the Old Brigade
- The Broad Black Brimmer
- The Decommission Song
- The Dying Rebel
- The Fields of Athenry
- The Fightin' Men of Crossmaglen
- The Foggy Dew
- The Great Fenian Ram
- The Impartial Police Force
- The Men Behind the Wire
- The Merry Ploughboy
- The Patriot Game
- The Peeler and the Goat
- The People's Own MP
- The Provie Birdie
- The Rising of the Moon
- The SAM Song
- The Teddy Bear's Head
- The Valley of Knockanure
- The Volunteer
- Tom Williams
- Tri-Coloured Ribbon
- Wearing of the Green
- West's Awake
- White, Orange and Green
- Wrap the Green Flag around Me, Boys

- Datos: Q1672918